# Druga slovenska nogometna liga
La Druga slovenska nogometna liga (anche 2. SNL) è la seconda divisione del campionato sloveno di calcio. È stata istituita nel 1991 con la proclamazione di indipendenza dello Stato sloveno, ed è gestita dalla Federazione nazionale (Nogometna zveza Slovenije).

## Storia
La seconda divisione slovena è nata all'indomani dell'indipendenza e della creazione del campionato nazionale. Nella prima stagione fu formata da due gironi da 14 squadre ciascuno. Al termine della stagione si creò una seconda divisione unica promuovendo alla nuova divisione le formazioni giunte tra il secondo e il quinto posto nel girone Nord e quelle giunte tra il secondo e il sesto nel girone Sud, assieme a due club promossi dalla 3. SNL e alle cinque retrocesse dalla Prva liga.
Il campionato mantenne le 16 squadre fino alla stagione 2003-04 quando si passò a 12, poi a 10 dal 2005-06.
Nella prima stagione vennero promosse le formazioni giunte prime nei due gironi. Dalla stagione successiva vennero promosse le prime due. Vi sono state alcune eccezioni. Nel 1994-95 l'Era Šmartno pur giungendo prima fu costretta a un playoff che perse. Nel 1995-96 lo Željezničar Lubiana venne escluso dalla Prva liga per l'assenza di requisiti tecnici e il NK Nafta Lendava perse lo spareggio promozione, mentre venne promosso il Koper in quanto possedente i requisiti richiesti dalla Federazione per l'accesso alla prima divisione. L'anno seguente fu il Drava Ptuj a perdere il playoff promozione.
Dal 2003-2004, in via definitiva, è stato introdotto il play-off tra la seconda e la penultima della Prva liga. Nel 2003-2004 il  Bela Krajna venne ripescato, pur avendo perso il play-off per la rinuncia del Rudar Velenje. L'anno seguente il Nafta venne ripescato per l'esclusione dalla Prva liga di due club, pur avendo lo stesso perso il playoff.
Nella stagione 2019-2020 il campionato di seconda divisione è stato sospeso e poi cancellato a causa della pandemia di COVID-19.

## Formula
È composta da sedici squadre che si affrontano in un girone all'italiana con gare di andata e ritorno, per un totale di 30 turni. La prima del campionato viene promossa nella Prva liga, mentre la seconda spareggia con la nona (penultima) della massima serie in un play-off con gare di andata e ritorno. Le ultime due classificate vengono retrocesse nella 3. SNL (la terza divisione).

## Squadre
Stagione 2024-2025.
- Aluminij
- Beltinci
- Bilje
- Bistrica
- Brinje Grosuplje
- Drava Ptuj
- Dravinja
- Gorica
- Ilirija
- Jadran Dekani
- Krka
- Rudar Velenje
- Slovan
- Tabor Sežana
- Tolmin
- Triglav

## Albo d'oro
| Stagione  | Stagione  | Campione           | Secondo posto    | Terzo posto        |
| 1991-1992 | Est       | Železničar Maribor | Dravograd        | Turnišče           |
| 1991-1992 | Ovest     | Krka               | Triglav          | Ilirija            |
| 1992-1993 | 1992-1993 | Jadran Dekani      | Primorje         | Kočevje            |
| 1993-1994 | 1993-1994 | Kočevje            | Korotan Prevalje | Turnišče           |
| 1994-1995 | 1994-1995 | Šmartno            | Nafta            | Zagorje            |
| 1995-1996 | 1995-1996 | Železničar Lubiana | Nafta            | Črnuče             |
| 1996-1997 | 1996-1997 | Slavija Vevče      | Drava Ptuj       | Dravograd          |
| 1997-1998 | 1997-1998 | Triglav            | Koper            | Domžale            |
| 1998-1999 | 1998-1999 | Dravograd          | Pohorje          | Železničar Maribor |
| 1999-2000 | 1999-2000 | Koper              | Tabor Sežana     | Šmartno ob Paki    |
| 2000-2001 | 2000-2001 | Triglav            | Šmartno ob Paki  | Aluminij           |
| 2001-2002 | 2001-2002 | Dravograd          | NK Lubiana       | Aluminij           |
| 2002-2003 | 2002-2003 | Domžale            | Drava Ptuj       | Aluminij           |
| 2003-2004 | 2003-2004 | Rudar Velenje      | Bela Krajina     | Zagorje            |
| 2004-2005 | 2004-2005 | Rudar Velenje      | Nafta            | Svoboda            |
| 2005-2006 | 2005-2006 | Factor             | Dravinja         | Triglav            |
| 2006-2007 | 2006-2007 | Livar              | Bonifika         | Krško              |
| 2007-2008 | 2007-2008 | Rudar Velenje      | Bonifika         | Bela Krajina       |
| 2008-2009 | 2008-2009 | Olimpia Lubiana    | Aluminij         | Triglav            |
| 2009-2010 | 2009-2010 | Primorje           | Triglav          | Aluminij           |
| 2010-2011 | 2010-2011 | Aluminij           | Interblock       | Dravinja           |
| 2011-2012 | 2011-2012 | Aluminij           | Dob              | Šenčur             |
| 2012-2013 | 2012-2013 | Zavrč              | Dob              | Krka               |
| 2013-2014 | 2013-2014 | Dob                | Radomlje         | Aluminij           |
| 2014-2015 | 2014-2015 | Krško              | Aluminij         | Dob                |
| 2015-2016 | 2015-2016 | Radomlje           | Aluminij         | Drava Ptuj         |
| 2016-2017 | 2016-2017 | Triglav            | Dob              | Ankaran Hrvatini   |
| 2017-2018 | 2017-2018 | NŠ Mura            | Drava Ptuj       | Nafta 1903         |
| 2018-2019 | 2018-2019 | Bravo              | Tabor Sežana     | Radomlje           |
| 2019-2020 | 2019-2020 | non assegnato      |                  |                    |
| 2020-2021 | 2020-2021 | Radomlje           | Krka             | Nafta              |
| 2021-2022 | 2021-2022 | Gorica             | Triglav          | Krka               |
| 2022-2023 | 2022-2023 | Rogaška            | Aluminij         | Ilirija            |
| 2023-2024 | 2023-2024 | Primorje           | Nafta 1903       | Beltinci           |

### Capocannonieri
| Stagione  | Giocatore                    | Gol | Club               |
| --------- | ---------------------------- | --- | ------------------ |
| 1994-95   | Tomi Druškovič               | 26  | Šmartno            |
| 1995-96   | Marjan Dominko Oskar Drobne  | 19  | Nafta Šentjur      |
| 1996-97   | Anton Usnik                  | 15  | NK Lubiana / Vevče |
| 1997-98   | Oliver Bogatinov             | 32  | Triglav            |
| 1998-99   | Alen Mujanovič               | 18  | Šmartno            |
| 1999-2000 | Milan Emeršič                | 21  | Aluminij           |
| 2000-01   | Borut Arlič                  | 22  | Šmartno            |
| 2001-02   | Matej Rebol                  | 23  | Dravograd          |
| 2002-03   | Matjaž Majcen                | 26  | Drava Ptuj         |
| 2003-04   | Ismet Ekmečić                | 30  | Rudar Velenje      |
| 2004-05   | Mirnes Ibrahimovič           | 32  | Rudar Velenje      |
| 2005-06   | Živojin Vidojević            | 15  | Dravinja           |
| 2006-07   | Dejan Božičič Dalibor Volaš  | 14  | Zagorje Bonifika   |
| 2007-08   | Alen Mujanovič               | 21  | Rudar Velenje      |
| 2008-09   | Dejan Burgar                 | 16  | Triglav            |
| 2009-10   | Darko Kremenovič             | 15  | Primorje           |
| 2010-11   | Ladislav Stanko              | 16  | Šenčur / Dob       |
| 2011-12   | Goran Vuk                    | 17  | Dob                |
| 2012-13   | Josip Golubar Amer Krcić     | 13  | Zavrč Dob          |
| 2013-14   | Marko Nunić                  | 16  | Šenčur             |
| 2014-15   | Matej Poplatnik              | 18  | Triglav            |
| 2015-16   | Lovro Bizjak Dejan Sokanović | 14  | Aluminij Tolmin    |
| 2016-17   | Matej Poplatnik              | 27  | Triglav            |
| 2017-18   | Marko Roginić                | 21  | Nafta 1903         |
| 2018-19   | Anel Hajrić                  | 35  | Radomlje           |
| 2019-20   | non assegnato                |     |                    |
| 2020-21   | Kaheem Parris                | 16  | Krka               |
| 2021-22   | Tin Matić                    | 21  | Triglav            |
| 2022-23   | Matej Poplatnik              | 21  | Ilirija            |
| 2023-24   | Toni Lun Bončina             | 17  | Nafta 1903         |